# Stuttgart-Obertürkheim (stacja kolejowa)
Stuttgart-Obertürkheim (niem: Bahnhof Stuttgart-Obertürkheim) – stacja kolejowa w Stuttgarcie w okręgu Obertürkheim, w kraju związkowym Badenia-Wirtembergia, w Niemczech. Według DB Station&Service ma kategorię 4. Znajduje się na 9,3 km linii Stuttgart – Ulm.
Stacja jest obsługiwana przez pociągi S-Bahn. Budynek dworca jest obiektem zabytkowym. Dziś mieszczą się w nim apartamenty i sklepy.

## Linie kolejowe
- Linia Stuttgart – Ulm

## Połączenia
| Linia | Trasa |
| ----- | --- |
| S1    | Kirchheim (Teck) – Wendlingen (Neckar) – Plochingen – Esslingen – Neckarpark – Bad Cannstatt – Hauptbahnhof – Schwabstraße – Vaihingen – Rohr – Böblingen – Herrenberg (Verstärkerzüge im Berufsverkehr zwischen Esslingen und Böblingen.) |